# Gołkowice Dolne
Gołkowice Dolne (bis 29. Mai 1953 Gołkowice Niemieckie, deutsch Deutsch Golkowitz) ist eine Ortschaft mit einem Schulzenamt der Gemeinde Stary Sącz im Powiat Nowosądecki der Woiwodschaft Kleinpolen, Polen.

## Geographie
Der Ort liegt am rechten Ufer des Flusses Dunajec im Sandezer Becken (Kotlina Sądecka).
Die Nachbarorte sind Mostki im Norden, Moszczenica Niżna im Osten, Gołkowice Górne im Süden und Naszacowice im Westen.

## Geschichte
Im Jahre 1276 wurde das Dorf Gołkowice (heutiges Gołkowice Górne) von Kinga von Polen auf Deutsches Recht übertragen. Es gehörte ursprünglich zu den Klarissen in Stary Sącz. In den Jahren 1470–1480 hatte das Dorf Gołkowycze ein Vorwerk und ein Wirtshaus.
Schon im Jahre 1770 besetzten habsburgische Truppen das Dorf und es wurde an das Königreich Ungarn angeschlossen. Nach der Ersten Teilung Polens kam Gołkowice zum neuen Königreich Galizien und Lodomerien des habsburgischen Kaiserreichs (ab 1804).
Im Jahre 1783 wurden im Zuge der Josephinischen Kolonisation deutsche Kolonisten verschiedener Konfessionen angesiedelt. Bis 1820 wurden 37 deutsche Familien angesiedelt. Das Dorf wurde in zwei Teile getrennt: Gołkowice Polskie/Polnisch Golkowitz (heutige Gołkowice Górne) und Gołkowice Niemieckie/Deutsch Golkowitz (heutige Gołkowice Dolne). Die Protestanten gehörten zur Gemeinde in Stadła. Bis Ende des 19. Jahrhunderts wurden die Nachgeborenen der Kolonisten zum Teil polonisiert. Im Jahre 1900 hatte das Dorf in 36 Häusern 297 Einwohner, davon 152 deutschsprachig, 145 polnischsprachig, 136 römisch-katholisch, 8 Juden und 153 anderer Glaube (überwiegend evangelisch).
1918, nach dem Ende des Ersten Weltkriegs und dem Zusammenbruch der k.u.k. Monarchie, kam Gołkowice Dolne zu Polen. Unterbrochen wurde dies durch die Besetzung Polens durch die Wehrmacht im Zweiten Weltkrieg, während der es zum Generalgouvernement gehörte. Im Sommer des Jahres 1944 wurden die verbliebenen Deutschen evakuiert.
Von 1975 bis 1998 gehörte Gołkowice Dolne zur Woiwodschaft Nowy Sącz.

## Sehenswürdigkeiten
- deutsche Kolonistenhäuser, die besterhaltenen in ganz Kleinpolen

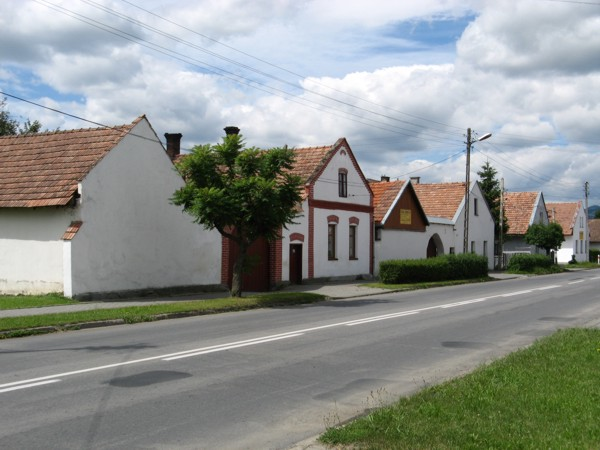
Häuser der deutschen Kolonisten
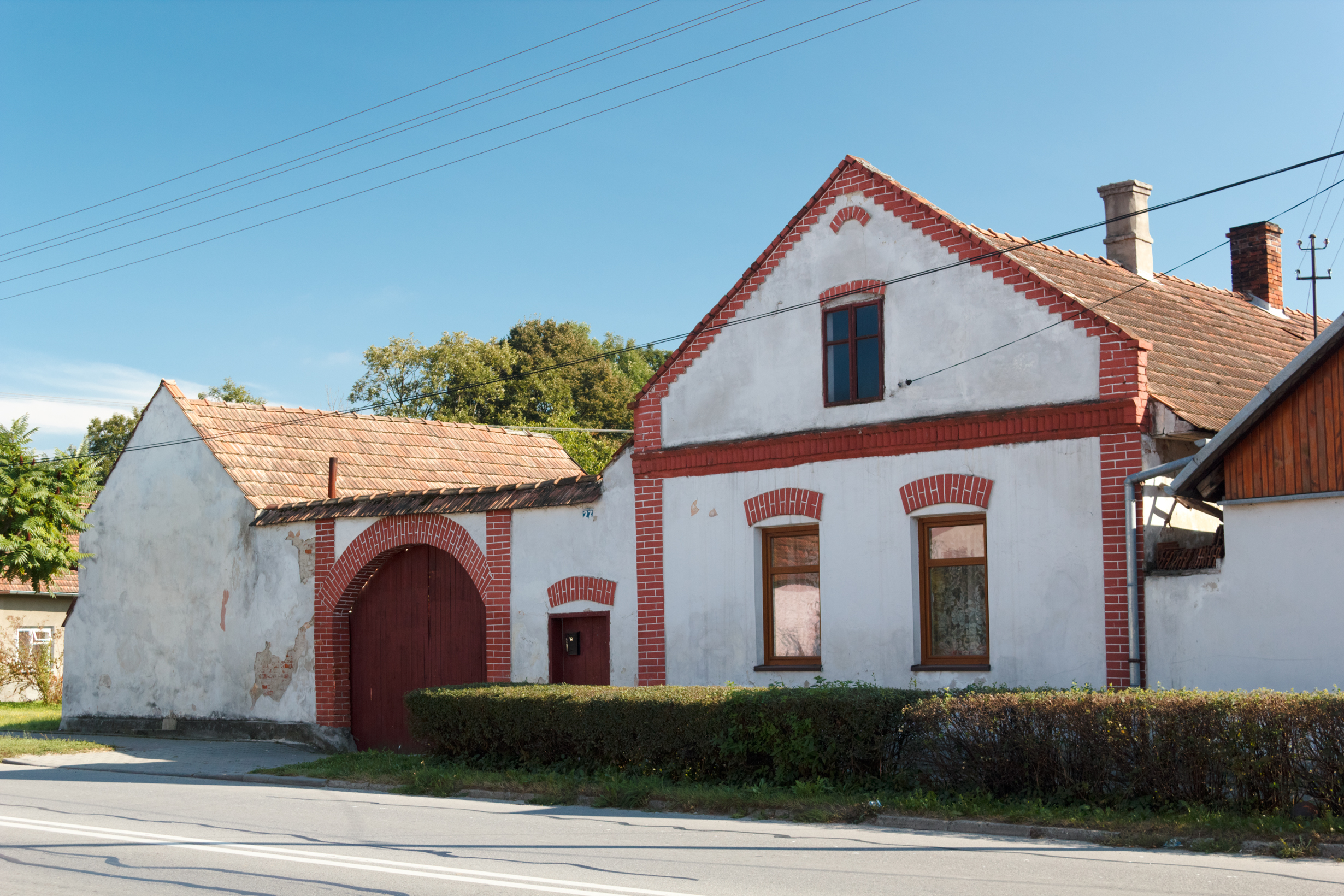
Häuser der deutschen Kolonisten